# Zamiszewo
Zamiszewo (ros. Замишево) – wieś (sieło) w Rosji, w obwodzie briańskim, w rejonie nowozybkowskim. W 2021 liczyła 1276 mieszkańców.